# کووالیوفکا
کووالیوفکا (انگلیسی: Kovalyovka) یک شهرک در شهرستان کویورگازینسکی جمهوری باشقیرستان در کشور روسیه است.